# Азов (Курманський район)
Азо́в (крим. Azov) — село в Україні Курманського району Автономної Республіки Крим. Орган місцевого самоврядування — П'ятихатська сільська рада.